# Bergholm (torp)

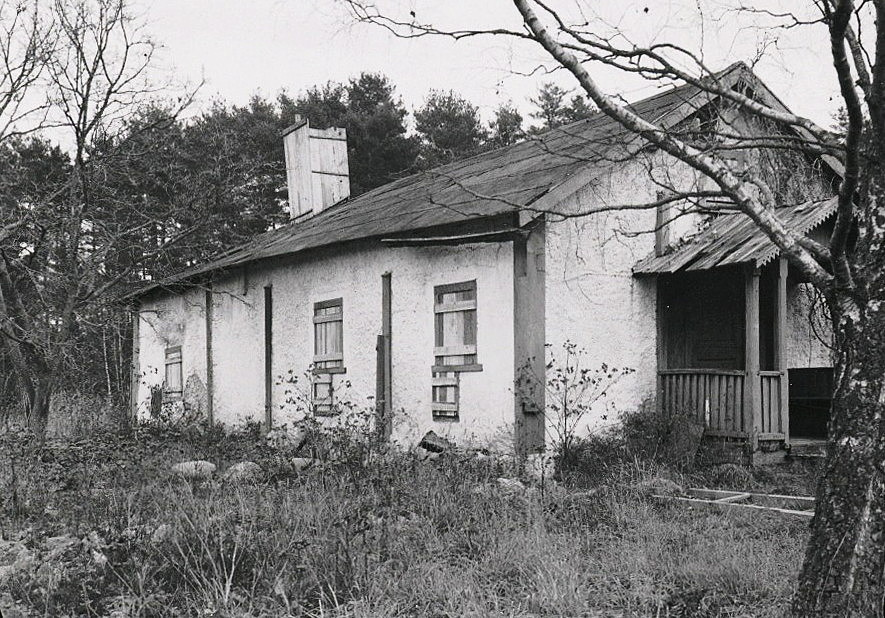
Torpet Bergholm 1943.

Bergholm var ett torp i nuvarande Skönstaholm i stadsdelen Hökarängen, södra Stockholm. Torpet togs upp 1774 och revs i mitten av 1940-talet. 

## Historik

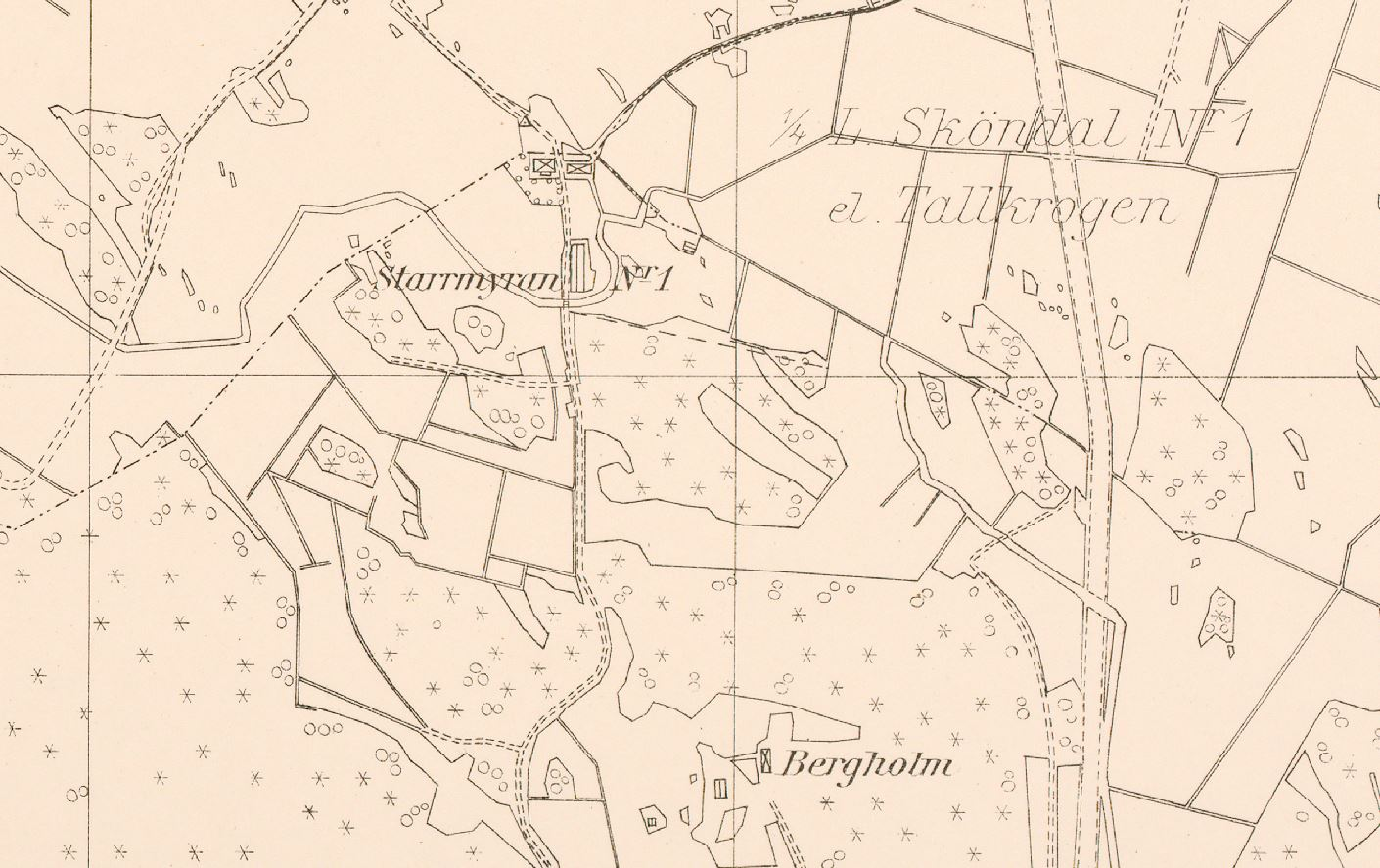
Bergholm, Starrmyran 1926.

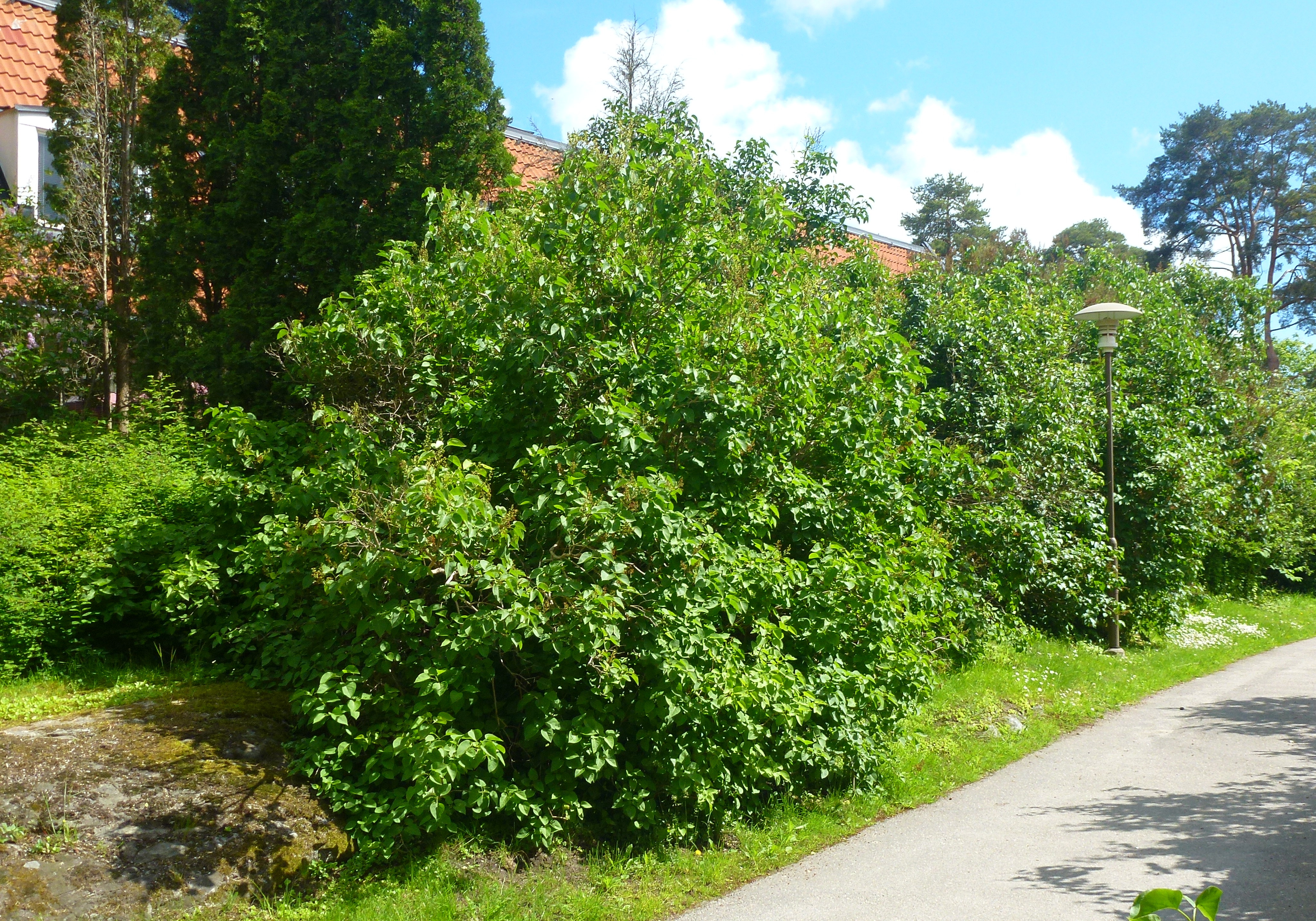
Syrenbersån från torpet Bergholm utanför Skönstaholmsvägen 34/36.

Bergholm, även kallad Farsta Bergholm eftersom det fanns två andra Bergholm i Brännkyrka socken, var ett dagsverkstorp som ursprungligen lydde under Farsta gård. Bergholms invånare växlade i snabb följd. I samband med laga skiftet 1875 kom Bergholm under Eklunds gård, som var en utgård till Farsta. Fortfarande på 1930-talet beboddes Bergholm av två familjer. 
Liksom granntorpet Starrmyran var Bergholm en vitputsad parstuga. I den ena änden låg köket och i den andra ett lika stort rum. Däremellan låg entrén med förstuga och kammare. Bergholm var då tillsammans med torpen Lugnet och Starrmyran den enda bebyggelsen i det som senare skulle bli stadsdelen Hökarängen.
På ett fotografi från 1943 syns Bergholm obebodd och i starkt förfall med förspikade fönster och dörrar. Huset revs slutligen i mitten på 1940-talet för att ge plats åt nuvarande bebyggelse. Torpet låg i dagens Skönstaholm, med nuvarande adress Skönstaholmsvägen 34. Än idag påminner en syrenberså från torpets tid om Bergholm.